# Placas de identificação de veículos do Catar

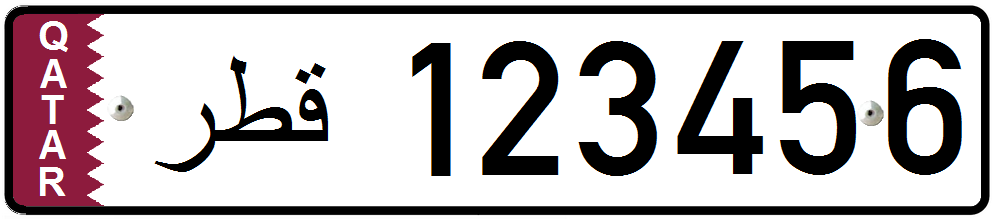
Placa catari no padrão atual, utilizado desde 2011

As placas de identificação de veículos no do Catar começaram a ser utilizadas na década de 1950. A versão atual foi adotada em 2012, numa versão das placas utilizadas desde 1973. O código de registro internacional de veículos do Catar é Q.
Em um leilão realizado em 2016, a placa de número 411 foi vendida por 960000 dólares.

## Galeria

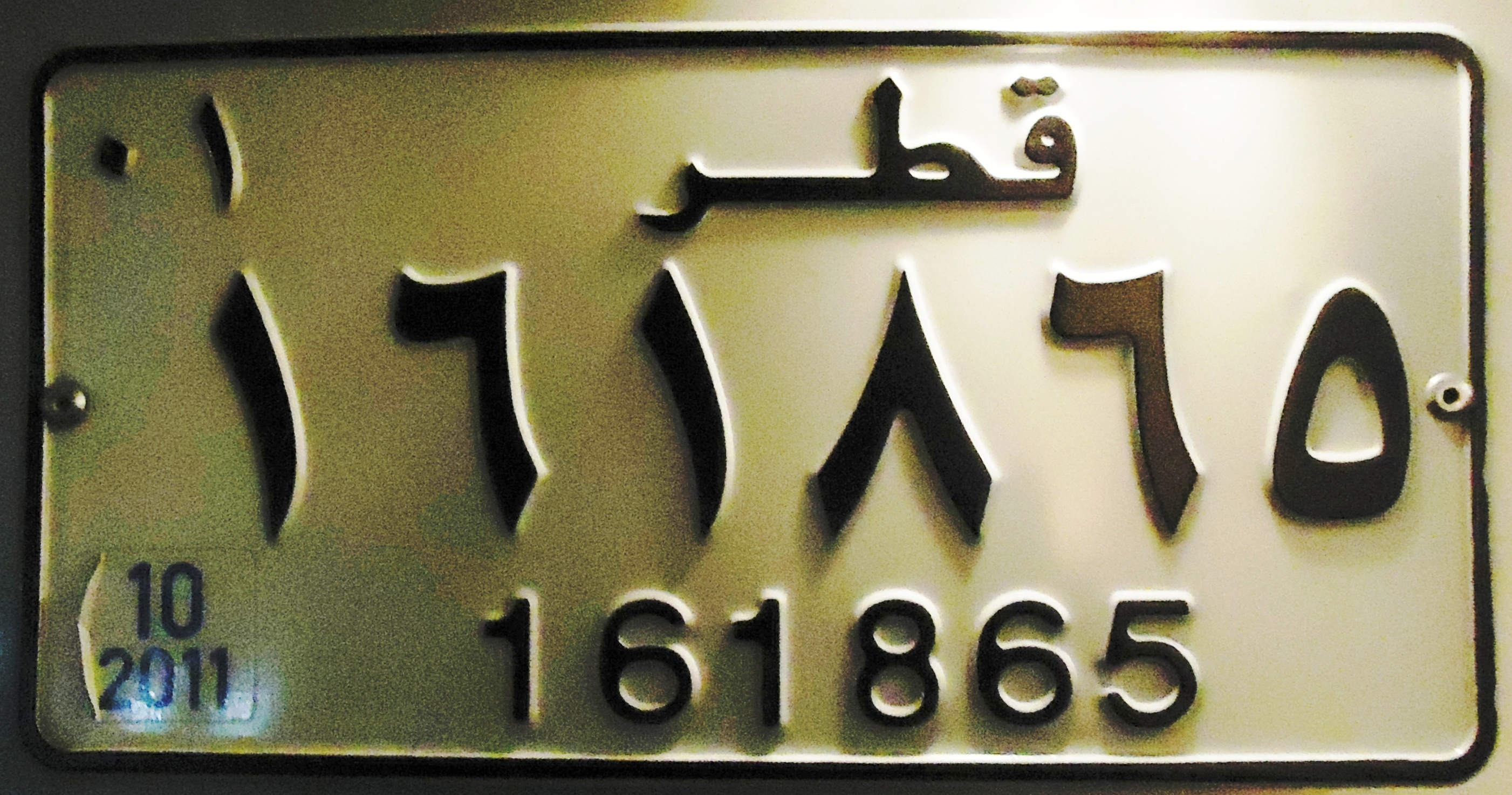
Uma placa catari no padrão utilizado de 1997 a 2011
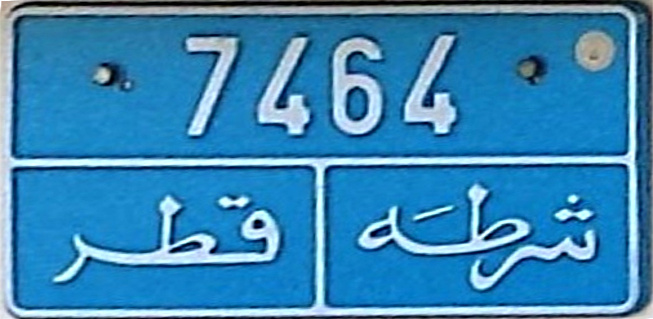
Placa de veículo policial